# ドイツ無政府主義ポゴ党

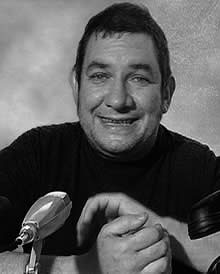
ドイツ無政府主義ポゴ党の元党首ヴォルフガング・ヴェントラント

ドイツ無政府主義ポゴ党（ドイツむせいふしゅぎポゴとう、ドイツ語: Anarchistische Pogo-Partei Deutschlands、略称 APPD）はドイツの自称「暴徒」および「社会の寄生虫」による無政府主義政党である。

## 概要
1981年にハノーファーにおいて2人のパンク青年により結成された。1998年には「投票者に無料のビールを提供する」ことを公約としてドイツ連邦議会選挙に出馬した。党公式の機関紙は『貧しいドイツ』(Armes Deutschland) 紙である。
ドイツ無政府主義ポゴ党は2005年のドイツ連邦議会選挙にパンクバンド "Die Kassierer" のヴォーカル、ヴォルフガング・ヴェントラント (Wolfgang Wendland) を党首として出馬した。
2006年の時点において、750名ほどの党員がいる模様。

## 政策目標
- 失業者が完全な給料を受け取る権利の確立
- 退職年金の代わりに青年に年金を支払うこと
- 義務教育の廃止
- 肉体的性愛のためのセンター設置
- 警察の廃止
- 全ての麻薬および薬物の合法化

## 歴史
ドイツ無政府主義ポゴ党は "Zewa"（ハンカチのブランド）と "Kotze"（嘔吐）のニックネームを持つ17歳のふたりのパンク青年により1981年に結成された。翌年多くのパンク青年が連帯して組織を作り、多くのデモンストレーションを行ったが、その多くは警察による取り締まりを受け、多くの逮捕者を出した。党は1986年に解党したが、1994年に再結成し、1997年のハンブルク市の選挙では市内の欧州有数の歓楽街として知られるザンクト・パウリ地区（de:Hamburg-Sankt Pauli）で5.3%の得票を得て、この地区では第四位の勢力を持つ政党となった。当選者は出せなかった。
1998年にはカール・ネーゲルを候補としてドイツ連邦議会選挙に出馬した。公約は「すべての投票者に無料のビールを提供する」ことである。その際用いたスローガンは「全ての労働は糞である」「飲んで、飲んで、ただ飲んだくれる毎日」であった。しかし党は政党として必要な5%の得票を獲得できず、公約の無料のビール提供も行えなかった。この時の得票数はおよそ35000票（得票率0.1%）でドイツ共産党よりは多くの得票を得た。1999年党は再び解党（ドイツ連邦議会選挙は比例代表制を基本とする小選挙区比例代表併用制。比例区で5%以上得票するか、3つ以上の小選挙区で第一位の得票を得た政党のみに議席が配分される）。
2000年12月にミュンヘンにおいて再建されたが、2002年のドイツ連邦下院選挙には参加しなかった。2004年の欧州議会選挙には十分多くの署名が集められたが、党首クリストフ・グロスマンのミスによって署名は届かなかった。
2005年のドイツ連邦議会選挙にはヴォルフガング・ヴェントラントを党首として出馬した。
党の政見放送は、具体的な政策を呈示するわけでなく、全編ヘヴィメタルのBGMに乗せて、酔っぱらいのドンチャン騒ぎ、お互いの身体を触りキスしていちゃつくトップレスの女性と男性、家具を斧で壊す子供、怪しげな注射器（党の公式発表では中身は生理食塩水）、投票用紙（あるいは選挙公報）を燃やすシーンなどをつなぎ合わせたフィルムであった。これは一応当局の検閲をパスしたものだったが、この政見放送を観た人々は激怒し、物議を醸すこととなり、このような政見放送が流されたことは通信社により全世界に配信された。結果、党首が弁明する放送を行うこととなった。
この選挙の敗北後、党内に亀裂が生じ、分裂騒ぎが発生した。
2009年の選挙には政党登録できなかった。2013年の選挙にも出馬せず。
なおドイツ無政府主義ポゴ党は最低限所得保障の概念を、初めてドイツで普及させようとした政党とも言える。

## ポゴ無政府主義理論

### 概論
ポゴ無政府主義は、一般的な無政府主義と混同されるが、一般的な無政府主義とは大きな違いがある。ポゴ無政府主義理論は安逸な生活のみを求め、「自由」、「酒」、「労働からの解放」を要求する。一般的な無政府主義は社会の根本として、政府の存在は否定しつつも、労働を肯定するが、ポゴ無政府主義は「あらゆる労働は糞」として否定する。

### 各論
ポゴ無政府主義と酒の関係は切り離すことができない。なぜなら酒は良い気晴らしであるからである。性行為に対しても極めて肯定的である。なぜならSEXは気持ち良いからである。また麻薬使用に関しても寛容であり、真理を見つける方法または一時的な現実逃避として推奨している。さらにポゴ無政府主義理論では、これらがワーカホリック（仕事中毒）の人々に職を与えるとさえ主張している。ポゴ無政府主義理論の重要な特徴は、怠慢な人々だけではなく、仕事中毒の人々をも救済可能な理論であるという点である。

### 小国分割理論
ポゴ無政府主義においては、現存の国家を解体し小国に分割せよとの主張がある。小国に分割し、一国をポゴ無政府主義者の楽園とし、一国をワーカホリックの為の「四角形国家」とし、さまざまなニーズに合わせて小国を作り、互いの衝突を避けようとする。保守的な人々（ドイツではバイエルン人、アメリカの場合は南部のレッドネック白人）は小国間に設置された、隔離居住地（テーマパーク）に住むことを奨めている。

## 友党および国際展開
アメリカ無政府主義ポゴ党 (APPA)
ドイツ無政府主義ポゴ党との間で友党関係が確認された。
2011年時点において、日本でのポゴ無政府主義政党の存在は確認されていない。GoogleやYahooの検索結果でも「日本無政府主義ポゴ党 (JAPP)」 という名称の記述だけに終わっており、組織としての活動実態は確認できない。